# 孔子改制考
『孔子改制考』（こうしかいせいこう）は、中国清末に康有為が著した書籍。1897年（光緒23年）に刊行された。
先に康有為は、儒教の経典中で古文で書かれたものを前漢の劉歆の偽作であるとし、今文で書かれたものが孔子の著作であるとする論を展開した『新学偽経考』（しんがくぎけいこう）を著していた。
本書では、その前著の後を受けて、孔子を新しき王朝の体制を確立するために、旧制度を改革する役割を担った素王であって、そこに孔子の著述や活動の真意があったのだということを論じている。つまり、聖人である周公旦の制度の祖述を意図していたという、孔子に対する従来の見方を改めようとしたものである。
康有為は、孔子が改制の立役者であり素王であったと位置づけ、更には儒教の創業者の位置に孔子を位置づけようという意図を持っていた。その上で、自身の戊戌変法運動の理論上の根拠を求めようとしたものである。ただその論は、孔子をはじめ春秋戦国時代の諸子百家の思想家たちが、いにしえの時代に託すことで現体制の改革を説いたという事実と相容れないこととなり、その論は破綻を来たしてしまった。つまり、孔子同様に諸子に対しても教主的な意義を認めざるを得ない立場に至ったのである。
これらの主張は、清代に盛行した公羊学派をベースに発展させたものであるが、論そのものは同時代の学者廖平のものそのままであるとの指摘は早くからなされ、現在ではほぼ定説となっている。